# 卡莉·格利克森
卡莉·格利克森（英語：Carly Gullickson，1986年11月26日—）是一位美國女子職業網球運動員。
她的單打最高排名為123位（2009年7月20日），雙打最高排名為52位（2006年4月3日），她是前美國職業大聯盟球員比爾·格利克森（Bill Gullickson）的女兒。
另外她在2009年美網與同胞特拉維斯·帕羅特合作奪得混雙冠軍。

## 外部連結
- 卡莉·格利克森的国际女子网球协会官方資料（英文）
- 卡莉·格利克森的國際網球總會 職業／青少年 官方資料（英文）
- Fed Cup - Player profile - Carly GULLICKSON (USA) （页面存档备份，存于）